# Niklojc hruška
Niklojc hruška (též Hrušeň Bobek) je památný strom, hrušeň obecná (Pyrus communis) ve vsi Chouzovy, části obce Chválenice v okrese Plzeň-město. Solitérní hrušeň roste na zemědělsky obhospodařovaném pozemku severozápadně od Chouzov, mezi Chouzovy a Chválenicemi. Lokalita je místními obyvateli známá pod názvem Na Borkách.

## Základní údaje a stav stromu
V roce 1935 byl obvod kmene uváděn 380 cm, o třicet let později 450 cm.
Podle měření z roku 2016 je obvod kmene 463 cm, koruna stromu sahá do výšky 16 m. Hrušeň je chráněna od roku 2016 jako esteticky zajímavý strom, krajinná dominanta, významný krajinný prvek a strom významný stářím.
Ve vzdálenosti necelých 200 metů od památného stromu prochází podél pole modře značená turistická stezka z Nebílovského Borku do Chouzov.
Zdravotní stav stromu je výrazně zhoršený. Kmen stromu je narušen hnilobou, prasklinami a dutinami. Bezpečnost osob není ale nutné řešit, protože strom roste na odlehlém místě. K rozsáhlému poškození došlo při vichřici v roce 1967, kdy se rozlomila bohatě zavětvená koruna. Přesto se strom opětovně rozrostl a plodí v celé pravidelně olistěné koruně.

## Historie

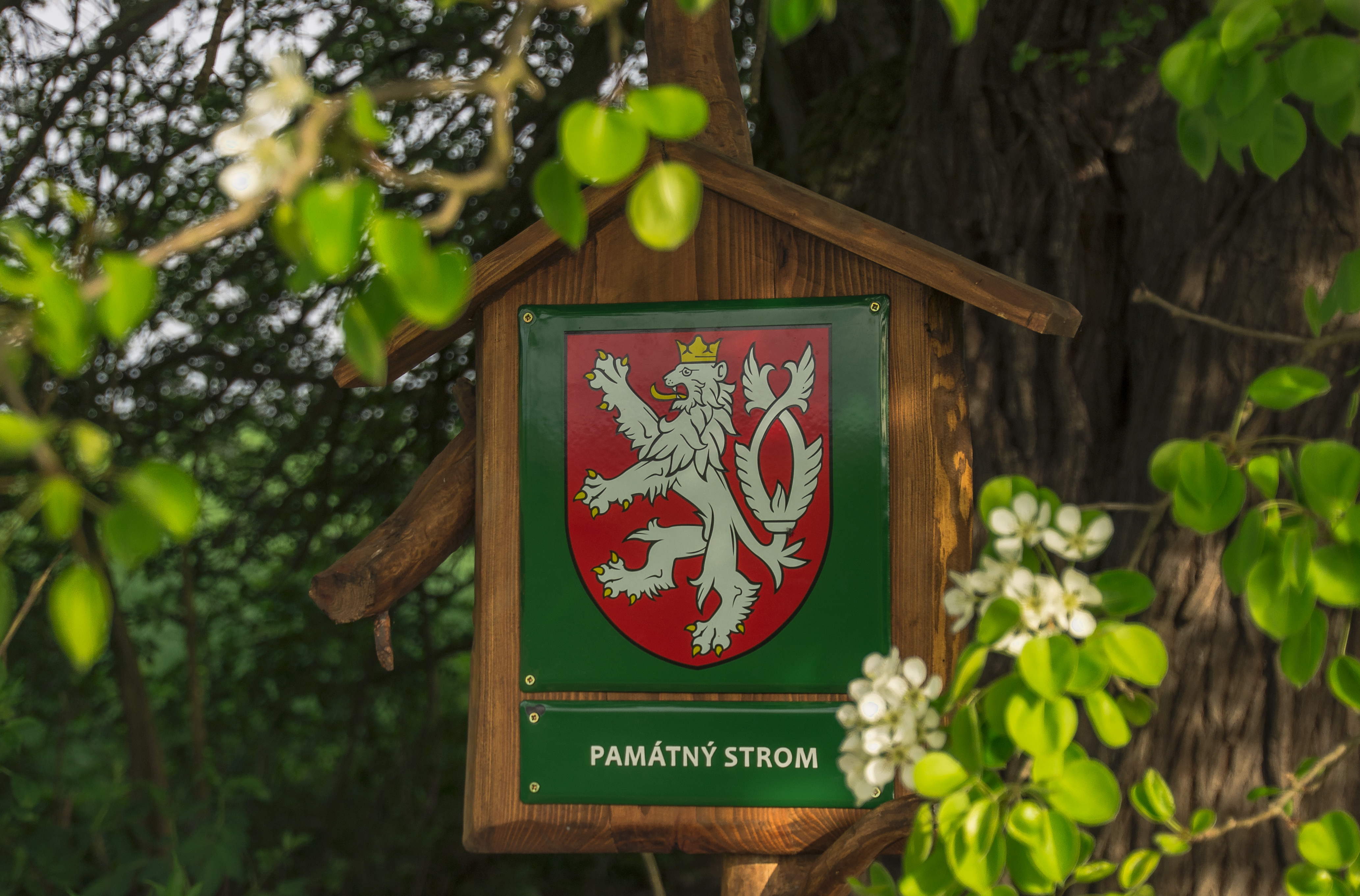
Jaro u Niklojc hrušky

Podle kronik a vzpomínek pamětníků byla již v roce 1845 hrušeň vzrostlým stromem. Na mapách z poloviny 19. století je skutečně zakreslována jako významný prvek v krajině. Hrušeň byla vysazena v době, kdy ves Chouzovy patřila k vlčtejnskému panství. Na hranicích panství, katastrů a pozemků jednotlivých vlastníků se často vysazovaly hraniční stromy. Niklojc hruška v minulosti označovala nejen meze vlčtejnského a nebílovského panství, ale oddělovala také pole patřící dvěma selským rodinám z Chouzov – Niklovým a Kajerovým. Historicky stála hruška na pozemku, který patřil k dnešní usedlosti č. p. 12. Archivní prameny dokládají, že ve druhé polovině 17. století se tento selský dvůr nazýval místním dialektem „Niklojc“. Přestože původní rodina Niklových opustila statek již na počátku 18. století, starý grunt se jejich jménem „po chalupě“ označuje dodnes. Od počátku 19. století patří niklovský dvůr rodině Hajšmanových. Památný strom se několikrát ocitl v ohrožení, ale díky silnému poutu, které k němu rodina Hajšmanových má, a také díky své vlastní houževnatosti stále kvete a plodí. Malé plody zvané "bobky" se v minulosti sušívaly na zimu.

V roce 2017 byla památné Niklojc hrušce věnována kapitola v knize spisovatelky Marie Hruškové a fotografa Pavla Hössla Nejmohutnější stromy naší země.

## Stromy vokolí

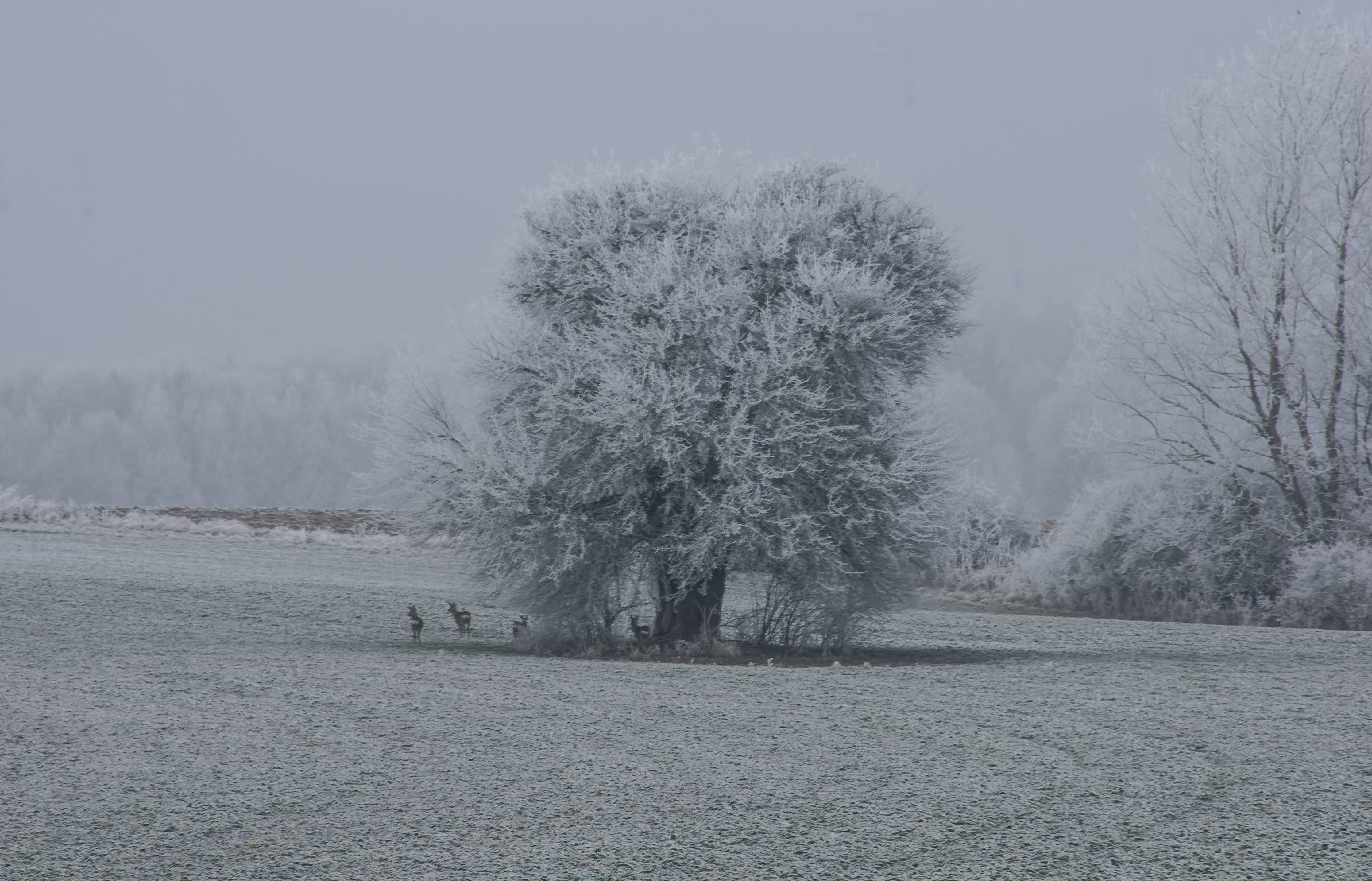
Zimní pohled

- Sedlákova lípa
- Keslova lípa
- Lípa u Mrtole